# Ucero
Ucero est une commune espagnole de la province de Soria en Castille-et-León.

## Géographie

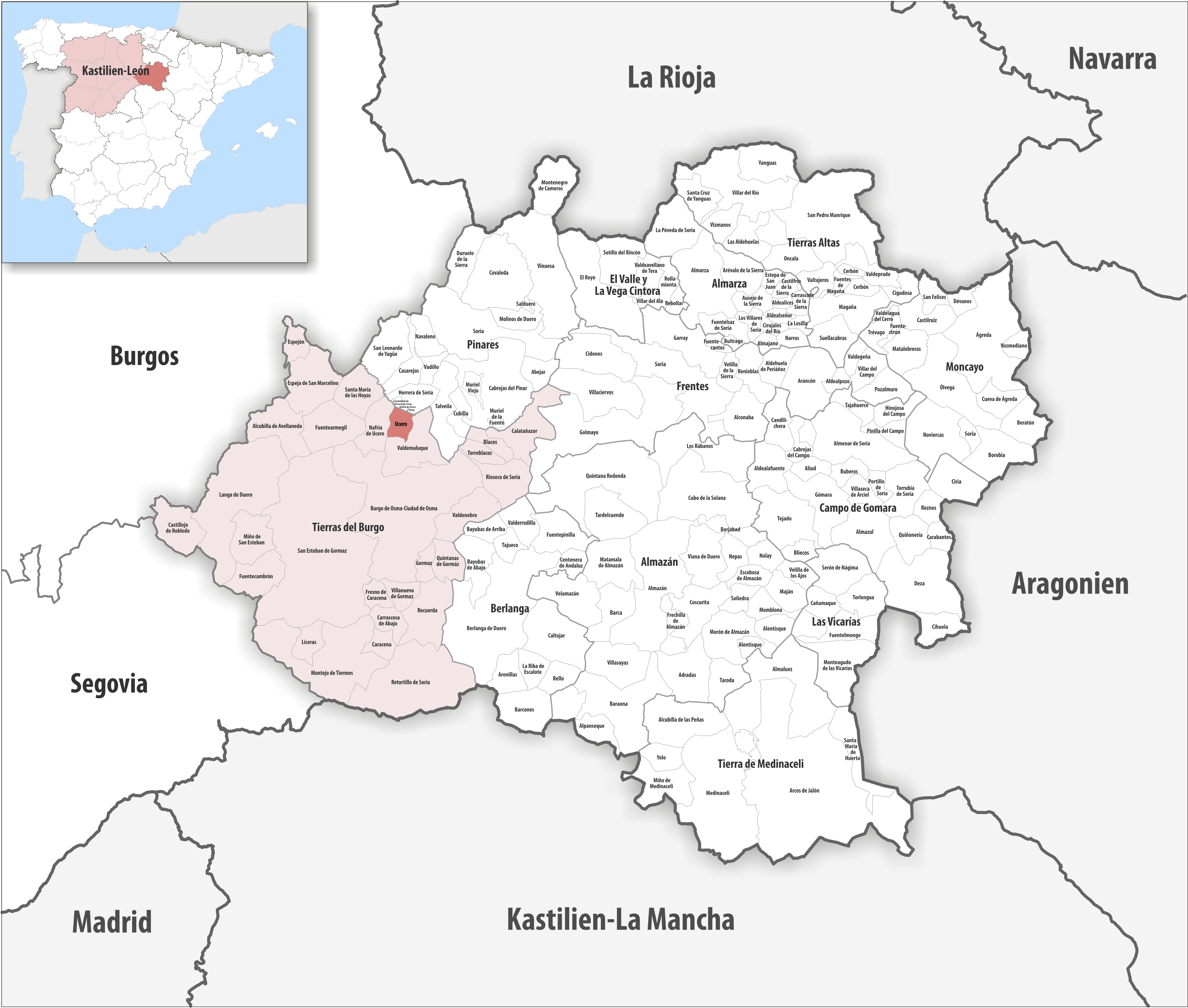
Ucero dans la comarque Tierras del Burgo, province de Soria / en Castille-et-León

### Localisation
La commune d'Ucero se trouve dans le nord de l'Espagne, dans l'ouest de la province de Soria et dans le nord de la comarque Tierras del Burgo.
El Burgo de Osma est à 15 km sud ;
Soria à 71 km est ;
Madrid à 232 km sud-sud-ouest (distances par route).

### Communes limitrophes
Ucero jouxte Herrera de Soria au nord-estuniquement par un quadripoint.

## Le château
Le Château d'Ucero est un site archéologique, daté de périodes allant de l'âge de fer au Moyen Âge.
Sa position sur un éperon rocheux impose une adaptation de sa structure. Nous pouvons de nos jours observer principalement le mur délimitant un espace de parade, le donjon et la citerne. Mais en son temps ce château possédait une enceinte à triple paroi complétée par un fossé. 
Une hypothèse subsiste en ce qui concerne l'origine de ce château. Le toit de la tour est soutenu par des modillons en forme de tête ; et il y a un agnus dei (agneau de Dieu), symbole souvent adopté par les Templiers.

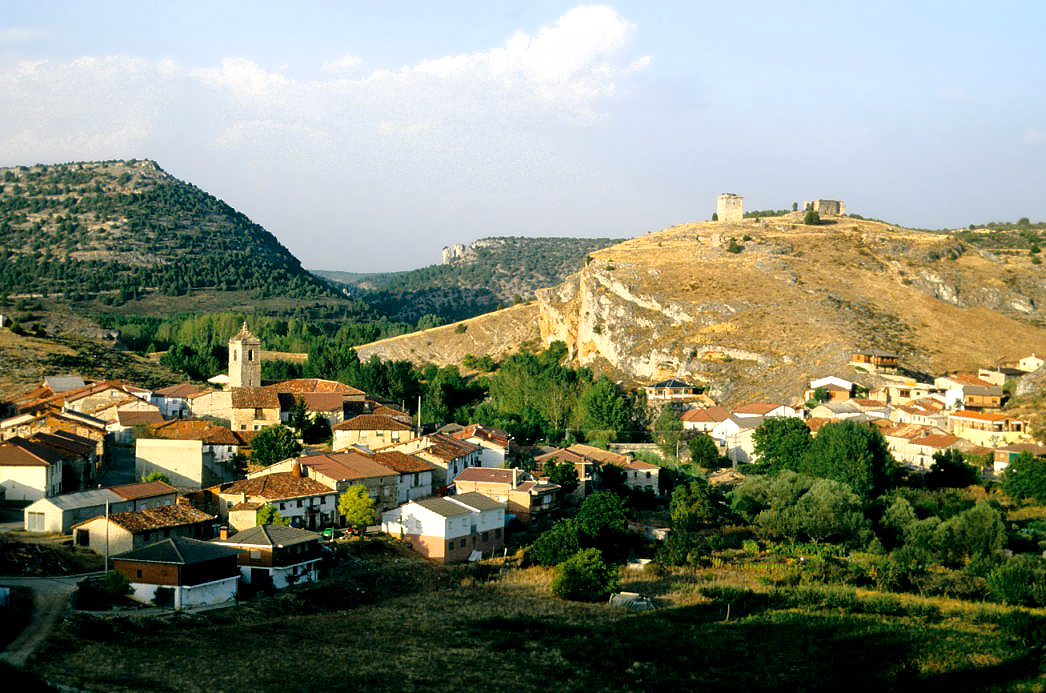
Ucero et son château, vue vers le nord
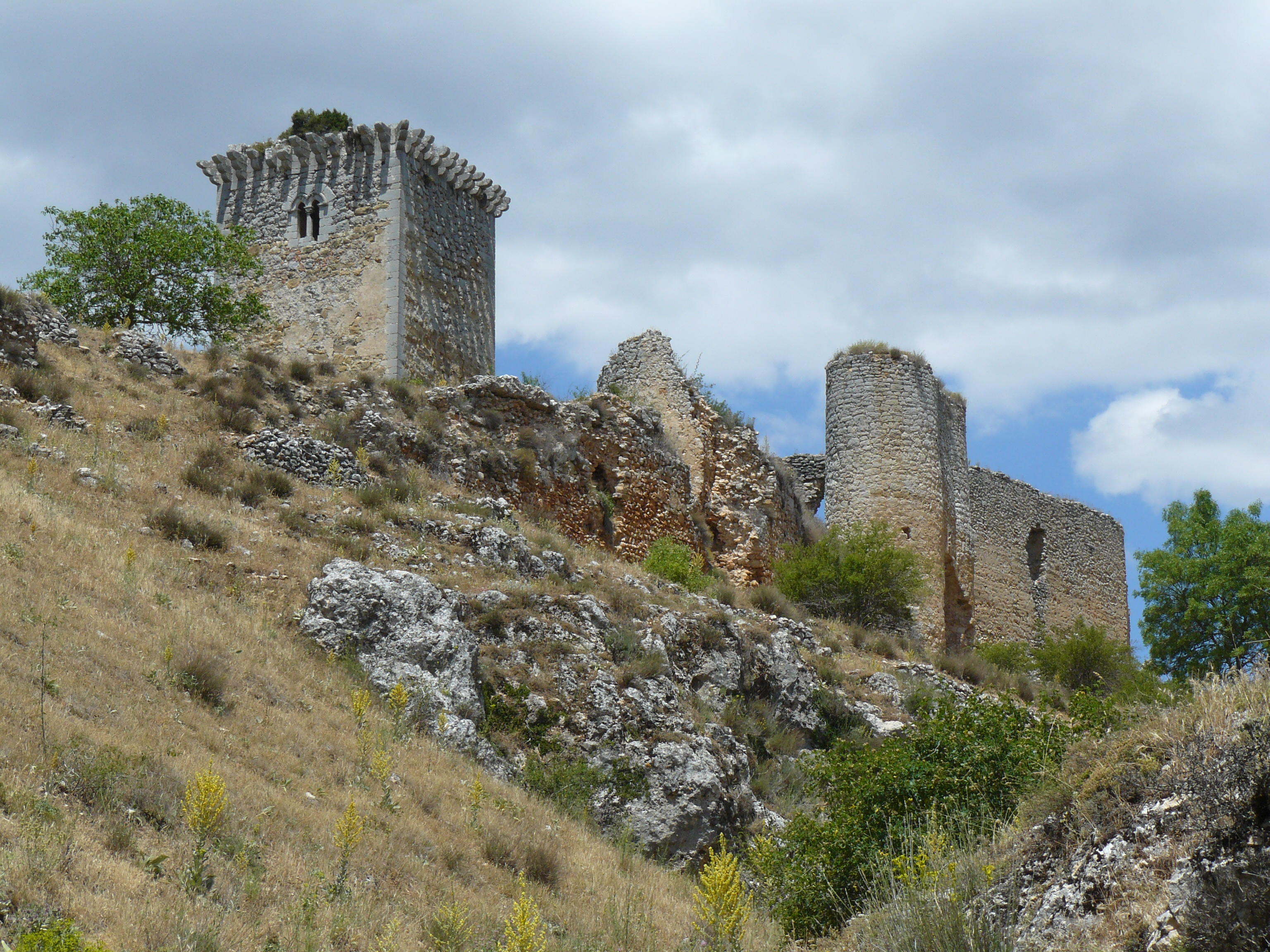
Château d'Ucero en contre-plongée
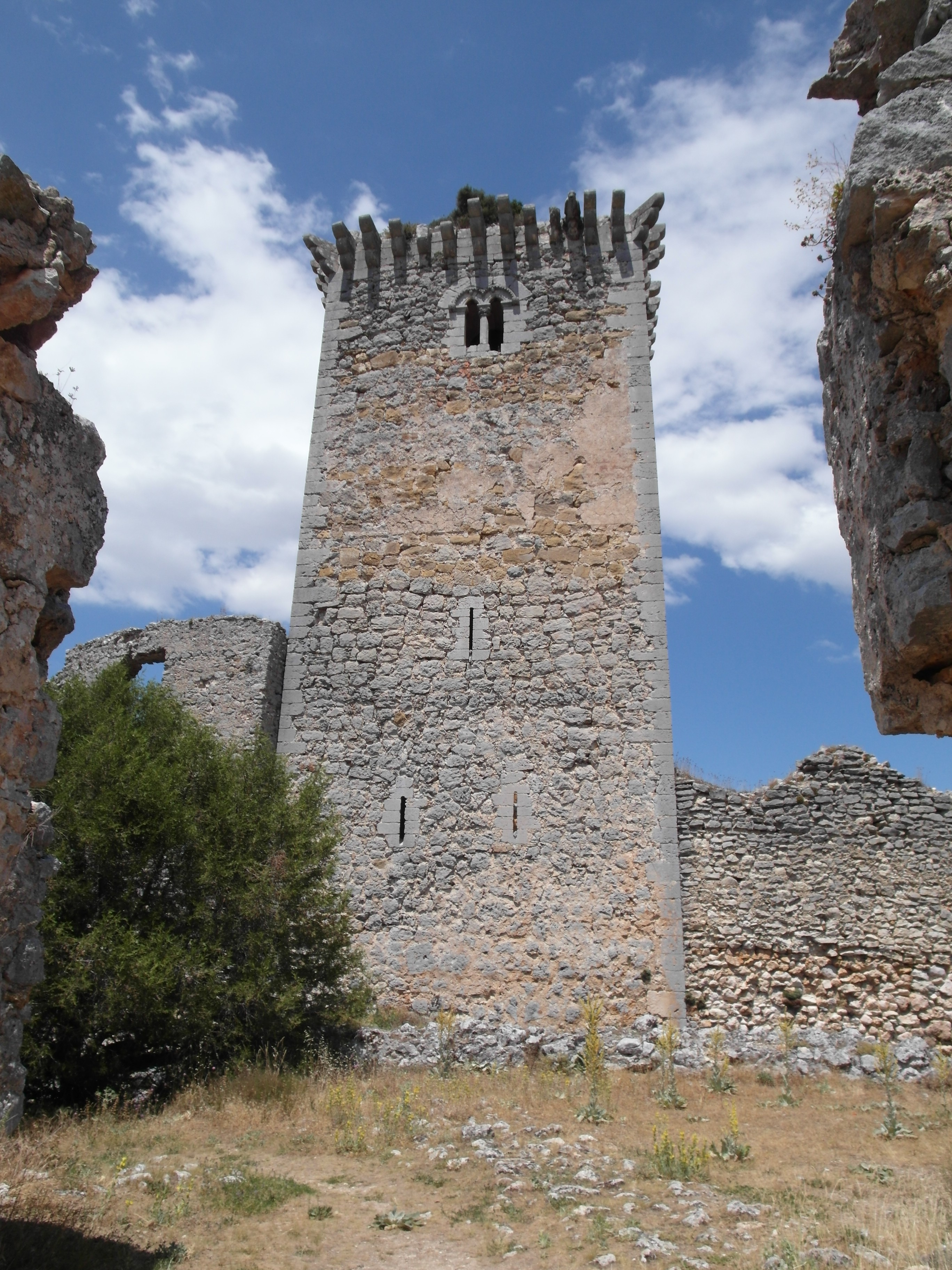
Vue de la tour et ses modillons